# Бланк, Леон

Леон (Лейб) Бланк (идиш לעאָן בלאַנק‎‎; 1867, Кишинёв, Бессарабская область — 8 сентября 1934, Нью-Йорк) — еврейский театральный актёр и театральный режиссёр
, звезда американского театра на идише начала XX века.

## Биография

### Ранние годы

Актёры Арон Лебедев и Леон Бланк в спектакле «Великое чудо» по пьесе Аврома Блюма.

Леон Бланк родился в Кишинёве в 1867 году. В 1876 году семья на некоторое время перебралась в Бырлад. Юношей служил певчим в синагогальном хоре, в 15 лет примкнул к гастролировавшей в городе театральной труппе Зейлика Могулеско хористом. После запрета еврейского театра в России в следующем году переехал с труппой в Румынию, работал в Яссах и Бухаресте, сначала в сопровождающем труппу хоре, а к 1886 году — уже полноправным артистом (первая серьёзная роль — в спектакле «Корона короля Александра»). Вместе с актёрским костяком труппы (Зейликом Файнманом, Мойше Финкелем и Дувидом Кесслером) в 1886 году последовал за Могулеско в Америку, где продолжил работать в его труппе — теперь первой профессиональной еврейской труппе в Новом Свете.
Поначалу труппа базировалась в Union Theatre, a в 1889 году Могулеско создал «Румынский оперный театр» (Roumanian Opera House) на нижнем Истсайде Манхэттена, специализирующийся на водевиллях и опереттах. В середине 1890-х годов Бланк постепенно начал карьеру характерного актёра, играл у Бориса Томашевского (1868—1939) в Arch Street Theatre в Филадельфии, в частности в знаменитой шекспировской адаптации тех лет «Ешиботник, или еврейский Гамлет» (Дэр ешивэ-бохер, одэр дэр идишер hамлет, 1897/1898), затем с Томашевскими в нью-йоркском театре Виндзор (Windsor Theatre) — пьеса Исидора Золотаревского «Чёрный свадебный балдахин, или еврейский мученик» (Ди шварце хупэ, одэр идишер мартирэр; с Борисом и Бесси Томашевскими, 1898). Широкую известность приобрёл в 1897 году после главной роли в спектакле «Скрипка Давида» И. Латайнера.
В конце 1890-х годов Бланк присоединился к расположенному в районе Боуэри театру Thalia под руководством Кесслера и Файнмана, некоторое время был его менеджером. Из постановок этих лет с участием Бланка выделялись пьесы Якова Гордина «Бог, человек и дьявол» (Гот, мэнч ун тайвл; с Кесслером, Бертой Калиш, Диной Файнман и Морисом Мошковичем, 1900), «Неизвестный» (Дэр умбакантэр, с З. Могулеско и Кени Липцин, 1905), «Ненормальный, или человек с того света» (Дэр метурэф, одэр дэр мэнч фун ан андэрэр вэлт; с мадам Шейнгольд, Яковом и Сарой Адлер, 1905) и «Элиша, сын Абуйи» (о еврейском эпикурейце I столетия н. э. Элише бен Абуя; с мадам Шейнгольд, Яковом и Сарой Адлер, 1906). В 1899 году Бланк основал профсоюз еврейских артистов (Hebrew Actors' Union) с артистическим клубом, располагавшийся в доме № 31 по Второй авеню.

### Период творческого расцвета
В последующие два десятилетия работал в Национальном театре (National Theatre) Томашевского и в театре Либерти (Liberty Theatre) на Второй авеню нижнего Истсайда (теперь район Ист-Виллидж). Среди прочих, был занят в постановках по пьесам Иосефа Латайнера (1853—1935) «Сердце матери» (А мутэрс hарц; постановщик, 1913); комедии-фарсе Аврома Шайкевича (Бен Шомер, 1876—1946) «Миллионщик из новоприбывших» (Дэр гринэр мильонщик; с Рудольфом Шильдкраутом и Борисом Томашевским, National Theatre, 1914/1915); мелодраме Исидора Леша «Район красных фонарей» (Дэр ройтэр дистрикт, также известна под названием «На пути в Буэнос-Айрес, или под красным фонарём» — Афн вэйг кин Буэнос-Айрес, одэр унтэр дэм ройтн ламтэрн; постановщик и актёр, дебютировала 13 июля 1917 года); мелодраме Уильяма Сигела (1893—1966) «Подложные боги, или пьяница» (Фалше гэтэр, одэр дэр шикер; режиссёр, дебют в Детройтском оперном театре — Detroit Opera House, 31 августа 1917 года); в семейной драме Шлоймэ Штейнберга «Товарищ на всю жизнь» (А хавэр ин лэбм, сменил Д. Кесслера после дебютных постановок, 1919). 

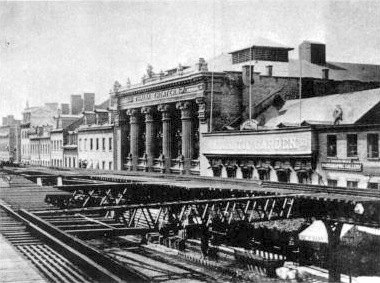
Театр Thalia в районе Боуэри (Нью-Йорк), 1920-е годы

В 1920-х годов начал постоянное сотрудничество с Морисом Шварцем (1890—1960), затем с Ароном Лебедевым (1873—1960), играл в последних открывшихся на Второй Авеню (1926) театрах — The Public Theatre (на 1752 зрительских места) и The Yiddish Art Theatre (Еврейский художественный театр Мориса Шварца на 1236 зрительских мест). Был занят в драме Гари Калмановича (1886—1966) и Вильяма Сигела «Страж» (Дэр вочман, также известна как дэр вахтэр, одэр готс мишпэт — страж, или господний суд; постановка Бланка, 23 сентября 1922 года); в двухактной оперетте Шлоймэ Штейнберга на музыку Шолома Секунды (1894—1974) «Желание ребе» (Дэм рэбмс хейшек; в Parkway Theater с Арн Лебедевым, 1924/1925); мелодраме Вильяма Сигела «Отец гетто» (Дэр татэ фун дэр гето, 1925); комедии Исидора Золотаревского «Три невесты» (Ди драй калэс; National Theatre, дебют 23 января 1925 года); играл с Бетти Франк в спектакле «Моя девушка» (Майн мэйдэлэ), с Арн Лебедевым в спектаклях «Папенькин сынок» (Дэм татнс зиндэлэ), «Одержимый» (Роя Дэйвидсона, 1931), «Счастливая ночь» Вильяма Сигела на музыку Германа Воля (1871—1936) и других в Нью-Йорке и Бостоне. В начале 1930-х годов работал в театрах Одеон (Odeon), бруклинском Rolland Theater Михла Михалеско (музыкальный директор — Шолом Секунда, см. здесь) и в Национальном театре на Второй Авеню.
На протяжении 1920—1930-х годов выступал как декламатор и чтец, записал восемь грампластинок на 78 оборотах для лейблов Victor и Columbia с исполнением произведений Шолом-Алейхема, Якова Гордина, поэта Морриса Розенфельда (1862—1923) и других еврейских прозаиков и поэтов (некоторые из этих записей были переизданы в последние годы). Писал слова к песням для спектаклей еврейских театров. В 1927 году театральная общественность Нью-Йорка отметила 45-летие сценической деятельности Бланка — к этому времени последнего представителя первой профессиональной театральной труппы Могулеско. На протяжении октября 1928 — января 1929 года в нью-йоркской ежедневной газете на идише «Форвертс» (Вперёд) с продолжением печатались театральные мемуары Бланка.

## Слова с нотами

Леон Бланк во время посещения семьи в Бессарабии (1920-е гг.)

- Дос цвэйтэ вайб (Вторая жена). Слова Л. Бланка, музыка Арнольда Перлмуттера (Arnold Perlmutter, 1859—1953) и Германа Воля (Herman Wohl, 1871—1936). Четыре песни из одноимённого спектакля с Леоном Бланком, Эммой Финкель и Борисом Томашевским. Hebrew Publishing: Нью-Йорк, 1910.

## Грампластинки Л. Бланка на 78 оборотах
- Сторона А: Дэр окс ун ди цайг (Вол и уздечка). Сторона Б: Дэр идишер май (Еврейский май). Columbia E3403 78 rpm (10 дюймов).
- Сторона А: С’ыз а курцэр вэйг (Путь короток). Сторона Б: Дэр призонер (Заключённый). Музыка Луиса Гильрода (1879—1930), слова Переца Сандлера (1881—1926). Victor 77356 78 rpm.
- Сторона А: Нахэс фун ди киндэр (Радость от детей). Сторона Б: Дэр хасэнэ-танц (Свадебный танец). Из спектакля по пьесе Исидора Золотаревского «Три невесты» (Драй калэс). Victor 77949 78 rpm.

## Переиздания на долгоиграющих пластинках
- Монологи (Хацкл Драхмэ из Я. Гордина). Masterworks of the Yiddish Theatre, Vol. 1. Greater Recording GRC 64, 1965.
- 32 World Famous Artists Sing Oldies of the Yiddish Theatre (Мах лэхаим, бридэр — поднимем бокалы, братцы). Greater Recording GRC 408.

## Фотогалерея
- Афиша спектакля «Нарушенный обет» в театре Талия с Д. Кесслером (изображён), Леоном Бланком (указан также как менеджер труппы) и другими, 1890-е гг.
- Афиша спектакля «Ребе Шапсэ Койен» с З. Могулеско в роли неудачника, Леоном Бланком в роли князя Радзивилского и другими, 1890-е гг.
- Афиша спектакля «Помешавшиеся из-за любви» в театре Винздор 20 апреля 1898 года. Леон Бланк в роли капитана.